# Lex Calpurnia (149 av. J.-C.)
Pour les articles homonymes, voir Lex Calpurnia.
La lex Calpurnia (ou lex Calpurnia de rebus repetundis) est une loi parrainée en 149 avant J.-C. par le tribun de la plèbe Lucius Calpurnius Piso. Elle est la première disposition judiciaire destinée à réprimer les abus financiers des gouverneurs provinciaux.

## Contexte
Cette loi fait suite aux accusations portées par des cités provinciales soumises ou alliées contre les magistrats délégués par Rome, comme par exemple en 171 avant J.-C. les plaintes formulées devant le Sénat romain par des populations d'Hispanie contre trois anciens gouverneurs.
Selon la loi proposée en 149 avant J.-C.  par le tribun Lucius Calpurnius Piso, un tribunal permanent présidé par un préteur devait être mis en place pour poursuivre les extorsions commises dans les provinces par les gouverneurs romains. Les peines n'étaient probablement que pécuniaires et ne comprenaient pas l'exil.
Selon Cicéron, la lex Calpurnia de reputendis a créé la première chambre d'enquête permanente quaestio perpetua. Des lois plus récentes ont continué à alourdir les peines. Les autres lois sur ce sujet sont la lex Junia (probablement 126 avant J.-C.), la lex Acilia repetundarum (123 avant J.-C.), la lex Servilia Glaucia (100 avant J.-C.), la lex Cornelia de maiestate (81 avant J.-C.) et la lex Iulia de repetundis (59 avant J.-C.).